# Suncus malayanus
Suncus malayanus is een zoogdier uit de familie van de spitsmuizen (Soricidae). De wetenschappelijke naam van de soort werd voor het eerst geldig gepubliceerd door Kloss in 1917.

## Voorkomen
De soort komt voor in Maleisië en Thailand.